# 奥莉加·吉洪诺娃
奥莉加·亚历山德罗夫娜·吉洪诺娃（俄语：Ольга Александровна Тихонова，1997年10月23日—），哈萨克斯坦女子短道速滑运动员，2017年世界大冬会女子3000米接力铜牌得主、2017年亚洲冬季运动会女子3000米接力铜牌得主、2025年亚洲冬季运动会混合2000米接力银牌得主。